# VT220

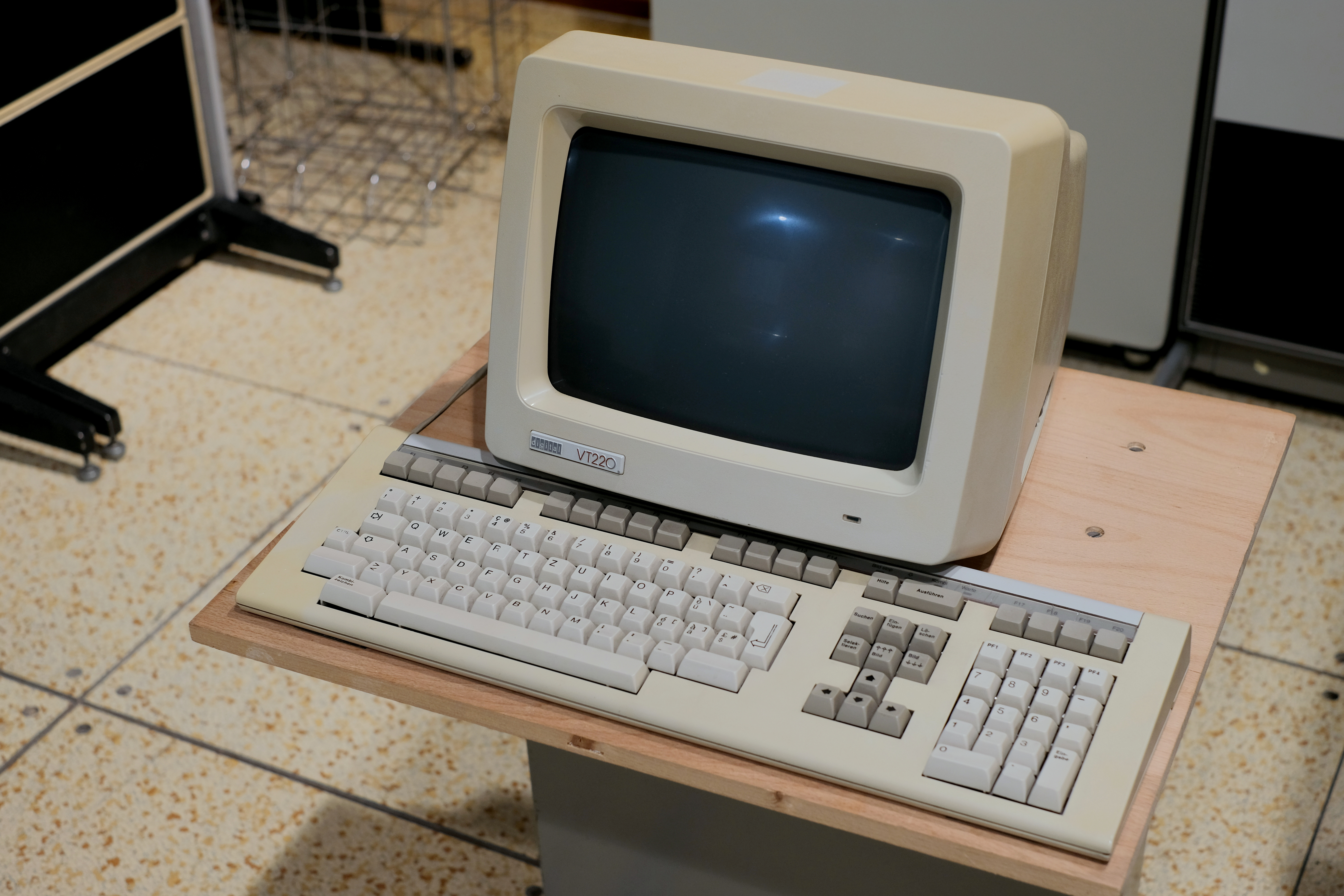
DEC VT220 avec un clavier LK201

Le VT220 était un terminal informatique à écran cathodique produit par Digital Equipment Corporation de 1983 à 1987,.

## Matériel
Le VT220 est une amélioration de la série de terminaux VT100, avec un clavier repensé, un plus petit packaging et un microprocesseur beaucoup plus rapide.
Les VT240 et VT241 étaient des variantes du VT220, toutes deux capables d'afficher des graphiques, en utilisant le protocole ReGIS. Le VT241 était équipé d'un écran couleur.
Le successeur du VT220 fut le VT320, lui-même suivi par le VT420.

## Logiciel
Le VT220 était compatible avec le VT100, mais avec des fonctionnalités en plus destinées à l'adapter au marché international. Il pouvait notamment gérer un jeu de caractères 8-bits téléchargeable et utilisait le Multinational Character Set.